# Pierre Choumoff
Pierre Choumoff (russisch Пётр Шумов, wiss. Transliteration Pjotr Schumov, französisch Pierre Choumoff, polnisch Piotr Szumow; * 26. März 1872 in Grodno, Russisches Kaiserreich; † 25. Juni 1936 in Łódź, Polen) war ein russisch-französischer Fotograf und der persönliche Fotograf von Auguste Rodin.

## Leben und Werk

### Russisches Kaiserreich
Während seiner Gymnasialjahre interessierte sich Choumoff für revolutionäre Strömungen und beteiligte sich an der Herausgabe einer Untergrundzeitung. 1891 trat er in das Technische Institut in Sankt Petersburg ein. In den 1890er Jahren schloss er sich dem Grodnoer revolutionären Zirkel von Sergei Galyun an, der Verbindungen zum polnischen Zweiten Proletariat, illegalen Organisationen in St. Petersburg, Kiew und anderen Städten des Russischen Kaiserreiches unterhielt.
Choumoff erste Verhaftung erfolgte im Sommer 1894. Er wurde des Besitzes illegaler Literatur angeklagt und ihm wurde die Ausreise aus Grodno für drei Jahre verboten. Seine Untergrundaktivitäten gingen jedoch weiter. So arbeitete Choumoff mit der Sozialdemokratischen Arbeiterpartei Russlands (SDAPR) zusammen und leitete die Grodno-Organisation der Polnischen Sozialistischen Partei. Anschließend wurde er noch mehrmals verhaftet und musste vier Jahre im Gefängnis verbringen. Auch seine Ehefrau Katharina Choumoff beteiligte sich im Kampf um den Sturz der Autokratie und für die Stärkung der Rechte von nationalen Minderheiten (Belarussen und Polen).
Choumoff verließ nach einer erneuten Verhaftung im Jahr 1907 Russland zusammen mit seiner Frau und seiner dreijährigen Tochter Maria Russland.

### Frankreich
Choumoff ließ sich mit seiner Familie in Paris nieder. Hier suchte er Jan Strożecki auf, einen ehemaligen revolutionären Mitstreiter, der einige Jahre zuvor in die Stadt gekommen war. Der ehemalige aktive Revolutionär arbeitete im Studio des französischen Fotografen Felix Bonnet und lud Choumoff ein, Partner zu werden. Im Gegensatz zu Strożeci, der zwischen 1903 und 1904 im Exil in Sacha mit der Fotografie experimentierte, war die Fotografie für Choumoff ein unbekanntes Gebiet.
Dank der am Technischen Institut in Sankt Petersburg erworbenen Kenntnisse und der Unterstützung von Kollegen beherrschte Choumoff die mechanischen und chemischen Grundlagen der Fotografie recht schnell. Um die Kunst des Erstellens von Bildern, der Komposition und der Kombination von Licht und Schatten zu verstehen, ging Choumoff u. a. in die Kaffeehäuser Café du Dôme, Le Select, und Café de la Rotonde, welche beliebte Treffpunkte von Malern, Dichtern und Schriftstellern waren und somit eine Art Zentrum des kulturellen Lebens im Paris des frühen 20. Jahrhunderts darstellten. Durch die in den Kaffeehäusern geschlossenen Kontakten baute Choumoff sich ein Netzwerk auf und eröffnete am 15. November 1911 sein eigenes Atelier in der Rue du Faubourg-Saint-Jacques 5 in Montparnasse. Choumoff spezialisierte sich auf die Porträtfotografie und wurde unter den Künstlern des Rive Gauche populär.
1912 machte Choumoff Bekanntschaft mit dem Bildhauer Auguste Rodin. Daraus entwickelte sich eine enge Zusammenarbeit, die bis zum Tod des Bildhauers andauerte, und wesentlich zum Ruhm des Fotostudios beitrug. In den Jahren von 1912 bis 1917 schuf Choumoff eine fotografische Chronik der letzten Lebens- und Schaffensjahre Rodins. Nach dem Tod des Bildhauers wurde Choumoff der erste Fotograf des Musée Rodin, das im August 1919 in Paris eröffnet wurde.
Am 14. November 1920 nahm Choumoff in Giverny an der Feier zum 80. Geburtstag von Claude Monet teil. Aus diesem Anlass entstand eine Fotoreportage, die den Maler und die ihn begleitenden Werke in den intimen Räumlichkeiten des Anwesens und der Gärten zeigt. Schumov fotografierte auch Künstler wie Marie-Louise Van Veen, Nina Natova, Vera Nemchinova und Nikolai Zverev. Im März 1921 organisiert der Verleger und Kunsthändler Jacques Povolozky eine Ausstellung mit Porträts von Pierre Choumoff in seiner Galerie in der Rue Bonaparte 13, 59.

### Polen
Die Weltwirtschaftskrise von 1929 betraf auch das Fotostudio in der Rue du Faubourg-Saint-Jacques, das im Juli 1933 schließen musste. Dies war teilweise auch auf die Krise des Fotografenberufs zurückzuführen, die durch die Popularisierung der Amateurfotografie ausgelöst wurde. Choumoff zog 1935 mit seiner Frau und seinem Sohn nach Łódź, wo er einen Teil seiner fotografischen Tätigkeit wieder aufnahm.
In Łódź wurde Choumoff über seinen Freund Aleksander Prystor von den Baumwollwerken von Louis Geyer als Berater der Geschäftsleitung eingestellt.
Am 25. Juni 1936 starb Pierre Choumoff an einem Herzversagen. Seiner Beerdigung wohnten prominente polnische Persönlichkeiten bei. Er wurde auf dem Friedhof der evangelisch-reformierten Kirche in Łódź beigesetzt.

## Ausstellungsbeteiligungen und Auszeichnungen
1911 nahm Choumoff an der von der Vereinigung Amicale-Photo organisierten Fotoausstellung du Nord de la France teil, wo er den zweiten Preis in der Kategorie Porträt gewann. International bekannt wurde Choumoff 1922 mit seinem Foto „Porträt der Gräfin X“, für das er den Großen Preis des Londoner Fotografischen Salons und die Auszeichnung „Fotografien des Jahres“ erhielt. Für seine Porträts erhielt er die Bronzemedaille der Französischen Gesellschaft für Fotografie und 1925 die Goldmedaille der Weltausstellung in Paris. 1927 und 1930 nahm er an den Ausstellungen der Société du Salon d’Automne (Pariser Herbstsalon) und 1932 an einer Ausstellung des Salon des Tuileries teil.